# Pont Cutler-Donahoe
Le pont Cutler-Donahoe est un pont couvert de 24 m de long, situé dans le comté de Madison en Iowa.

## Histoire
Le pont a été construit en 1870 par Eli Cox. À l'origine, il traversait la North River (en) près de Bevington.
En 1970, le pont a été déplacé à son endroit actuel, dans le parc de la ville de Winterset.

## Dans la fiction
- Clint Eastwood y a tourné avec Meryl Streep des scènes du film Sur la route de Madison.